# Space Jam
Space Jam (conocida como Space Jam: El juego del siglo en Hispanoamérica) es una película estadounidense estrenada en 1996 que combina acción real y dibujos animados. Fue protagonizada por el jugador de baloncesto Michael Jordan y por los dibujos animados de la Warner Bros., los Looney Tunes. La historia se basa parcialmente en el contexto del primer retiro real de Jordan para dedicarse al béisbol (aunque con una historia más agradable y hasta cierto punto satírica debido al cruce entre la realidad y la fantasía).
La película fue un éxito de taquilla; recaudando más de 80 millones de dólares tan solo en Estados Unidos y 250 millones a nivel mundial convirtiéndola en el filme de baloncesto con mayor recaudación en la historia. En esta película se produce la primera aparición de Lola Bunny. La película recibió críticas mixtas de los críticos, que se mostraron divididos sobre su premisa de combinar a Jordan y su profesión con los personajes de los Looney Tunes, aunque se elogiaron los logros técnicos de su entrelazamiento de acción real y animación.

## Argumento
En 1973, se muestra al joven Michael Jordan (Brandon Hammond) jugando en el patio de su casa en una noche templada y tranquila de verano, cuando su padre (Thom Barry) lo descubre fuera de la cama a altas horas de la noche y se pone a practicar con él. Mientras juegan, Michael habla acerca de sus sueños y esperanzas, una de ellas es el llegar a ser uno de los mejores jugadores en la historia de la NBA, algo que el padre reconoce pero que también le dice que si también pudiese probar suerte en el béisbol él estaría encantado, por lo que vuelven al juego amistoso tranquilo entre padre e hijo.
Mientras los créditos iniciales corren se ve una especie de recapitulación de su historia en imágenes mostrando momentos cumbres en la carrera del mismo Jordan desde sus primeras incursiones hasta su etapa profesional ya dentro de la NBA, es justo aquí donde comienza la misma.
20 años después, en 1993, ya estando en la cumbre de su carrera como basquetbolista profesional, Jordan anuncia su intención de retirarse de la NBA, para seguir los pasos de su padre, quien para este momento había fallecido y quiere cumplir su antigua promesa de convertirse en jugador profesional de béisbol para honrar la memoria de su padre, jugando en la MILB. A pesar de su popularidad, tras su fichaje por los Birmingham Barons (filial de los Chicago White Sox) se hace evidente que el talento para el béisbol de Jordan queda muy por debajo de sus habilidades para el baloncesto, incluso algunos de sus compañeros de equipo de baloncesto se burlan de él de manera sutil, sin embargo, nada de esto le importa y continua su labor en el béisbol. 
Mientras tanto en un mundo fuera de la realidad humana (concretamente en una galaxia desconocida), el Sr. Swackhammer, el tiránico dueño del parque de atracciones extraterrestre llamado "Montaña Tontolandia", decide que es hora de encontrar nuevas atracciones. Tras pensar varias opciones y evitar el cierre por la falta de clientes este junto a sus sirvientes los Nerdlucks tratan de buscar alguna atracción nueva, pero justo cuando el Sr. Swackhammer enciende su televisor por accidente, rápidamente pone sus ojos en los Looney Tunes y cree que ellos son la clave para que el negocio del parque pueda aumentar la demanda y le ordena a los Nerdlucks traerlos inmediatamente, sin embargo uno de sus sirvientes le menciona que los Looney Tunes viven en el planeta Tierra y que pasaría si ellos se negasen a venir, por lo que el Sr. Swackhammer le responde que si los Looney Tunes no desean venir al parque, les ordena a los Nerdlucks traerlos por la fuerza si es necesario y obligarlos a ser sus nuevos esclavos. 
Los Nerdlucks llegan al mundo de Looney Tunes (situado en el centro de la Tierra) y aprovechando su poca inteligencia y su pequeño tamaño, los Looney Tunes deciden apostar su libertad retándolos a un partido de baloncesto, un juego en el que están seguros de que los extraterrestres perderán. Sin embargo, los Nerdlucks que no conocen nada del baloncesto, viajan a la Tierra y empiezan a robar las habilidades de los mejores jugadores profesionales de la NBA (Charles Barkley, Patrick Ewing, Muggsy Bogues, Larry Johnson y Shawn Bradley, que quedan incapacitados para jugar al baloncesto). Los extraterrestres conservan las habilidades de los jugadores en una pelota de baloncesto, y al absorberlas se convierten en criaturas gigantes y poderosas llamados los Monstars, a los que los Looney Tunes tras verlos en su nueva forma, se dan cuenta de que serán incapaces de ganarles debido a su habilidad monstruosa para jugar al mismo.
Entonces para ayudar a los Looney Tunes a ganar dicho encuentro, Bugs Bunny y el resto de los Looney Tunes optan por secuestrar a Jordan, quien se encontraba jugando al golf con sus amigos Larry Bird y Bill Murray y lo llevan hasta su mundo, por medio de una soga tirada por Sam Bigotes que lo lleva a la realidad de los mismos. Ahí, los Looney Tunes piden a Jordan que los ayude. Inicialmente, él rechaza ayudarlos debido a su retiro, aunque Bugs lo convence con su estilo irónico de referirse a su retiro. Sin tomar a mal los comentarios de Bugs, decide aceptar finalmente dicho trato, además de que también cuando los Monstars se burlan de él y lo desafían (incluso convirtiéndolo en una pelota que usarían para jugar al más puro estilo rudo). 
Luego que los Monstars se retiran del recinto, Jordan rápidamente intenta entrenar a los Looney Tunes para el partido, pero pronto descubre que ninguno de los Looney Tunes tiene experiencia alguna jugando al baloncesto, hasta que en ese momento, se aparece en la puerta una nueva personaje de los Looney Tunes llamada Lola Bunny, quien desea unirse al equipo para ayudarlos, provocando que Bugs se enamore completamente de ella, pero en eso Bugs le menciona a Lola si quiere jugar un juego amistoso con él y sin quererlo la llama "muñeca", lo que provoca que Lola se moleste por dicho sobrenombre y lo invita al campo a jugar. En dicho juego, Lola deja completamente humillado a Bugs y demuestra tener muy buenas cualidades, para el baloncesto, dejando impresionado tanto a Jordan como al resto de los Looney Tunes por lo que deciden integrarla al equipo. Tras el pequeño juego amistoso, Lola se acerca a Bugs y le menciona con un tono de voz bastante seductor diciendo: "No vuelvas a decirme muñeca" y posteriormente sopla sus orejas de coneja como si estas fueran su cabello para arreglárselas y deja a Bugs tirado en el suelo, luego se retira del lugar en espera del partido. Por otro lado, Jordan le menciona a Bugs en tono sarcástico que Lola lo dejó casi en completo ridículo en ese pequeño juego, pero Bugs por su parte le menciona que es claro que Lola esta loca por él, cosa que Jordan reconoce por razones bastante obvias. Finalmente Jordan decide enseñarles unos trucos de baloncesto a sus amigos, pero pronto descubre que no tiene el equipamiento adecuado para ello, por lo cual le pide a sus 2 nuevos amigos que vayan por el equipo e indumentaria necesarios para entrenar y es así que Bugs y el Pato Lucas van a la casa de Jordan por su equipo de baloncesto, entre ellos sus tenis y sus shorts de la Universidad de Carolina del Norte, que llevaba en todos sus partidos como jugador profesional debajo de sus pantalones, un hecho que incomoda bastante a los mismos Looney Tunes, pero que luego los tranquiliza al saber que los lavaba debidamente. Mientras tanto, el publicista de Jordan, Stan Podolak (Wayne Knight) que vio que Michael ser absorbido en el hoyo de golf y está excavando en el campo para intentar encontrarlo, justo en ese instante, ve a Bugs y a Lucas regresar al mundo animado. Stan decide seguirlos y convencer a Jordan para que regrese y cumpla con sus compromisos, pero este declara que no regresará hasta haber ayudado a sus amigos en un partido de baloncesto y Stan se queda con él hasta la hora del partido, incluso sorprendiéndose de que sus amigos fuesen caricaturas.
Mientras tanto en la Tierra, la repentina incapacidad de cinco de las grandes estrellas de la NBA atrae la atención de la prensa y de toda la NBA. Cada vez más equipos se niegan a jugar temiendo ser afectados por el mismo fenómeno del que no se tiene conocimiento alguno (incluso creyendo que es una especie de virus e infección altamente contagiosa). Los cinco jugadores afectados siguen una serie de tratamientos médicos, psicológicos y espirituales (incluso rituales de invocación y meditación) para averiguar por qué han perdido sus habilidades y cómo recuperarlas, pero sin ningún resultado. Finalmente, todos los estadios de la NBA son declarados en cuarentena y la temporada de baloncesto queda suspendida hasta nuevo aviso.
De vuelta al mundo de los Looney Tunes, llega el momento del partido, Michael Jordan y todos los Looney Tunes Bugs Bunny, Lola Bunny, el Pato Lucas, Porky Pig, Elmer Gruñon, Pepe Le Pew, Sam Bigotes, El Gato Silvestre, Piolín, El Gallo Claudio, Taz, Wile el Coyote, el Correcaminos, el Perro George, el Casimiro Buitre y Speedy Gonzales se preparan para salir al duelo donde se efectuara el encuentro, mientras que por otro lado, la Abuelita y la Bruja Hazel fungen como las porristas del equipo. A pesar del liderazgo de Jordan, los Monstars dominan la primera mitad del partido, llegando al descanso con 48 puntos de ventaja. No obstante, Stan se esconde en el vestuario de los Monstars y los oye hablar con Swackhammer de cómo robaron las habilidades de los jugadores de la NBA, pero es descubierto por ellos y el mismo Swackhammer. Entonces, Stan informa de esto a Jordan y al Tune Squad, del mismo modo dando a entender porque los colegas de la NBA y amigos de Jordan estaban jugando mal todo este tiempo, por su parte Porky les sugiere a todos la idea de rendirse, ya que a raíz de esta noticia no podrán ganarles a los Monstars jamás. Sin embargo, Jordan le responde a Porky que él no aceptó ayudar los Looney Tunes solo para que estos últimos decidan darse por vencidos tan fácilmente contra unos monstruos como los Monstars. Bugs lo ayuda a motivar al equipo con una "bebida especial" (que en realidad es solo agua) y en la segunda mitad, la ventaja de los Monstars se empieza a reducir significativamente, en especial por la ayuda de Jordan. Por su parte, Swackhammer observa enfurecido como los Looney Tunes los están remontando con su ayuda y se enoja con los Monstars por no haber robado el talento de Jordan, ellos le explican que no lo hicieron porque él es un jugador de béisbol, aunque para Swackhammer le pareció más como un jugador de baloncesto y que muestra interés por llevárselo también a Montaña Tontolandía como atracción. 
En eso, Jordan lo escucha hablar y le propone a Swackhammer aumentar la apuesta: si el Tune Squad gana, los Monstars deberán devolver las habilidades que les robaron a sus compañeros jugadores de la NBA junto con la libertad de los Looney Tunes; pero si de lo contrario pierden, Swackhammer se quedará también con Jordan y con los Looney Tunes, este le explica lo que supondrá pasar toda la eternidad en Montaña Tontolandía convertido en su esclavo firmando autógrafos y dejando ganar a los clientes por siempre y a pesar de que Bugs intenta convencerlo de que no lo haga, ya que los Monstars no son de fiar, Jordan acepta en cerrar el trato afirmando que tiene fe en el equipo.
A partir de ese momento, los Monstars comienzan a jugar sucio y violentamente, dejando fuera de combate a la mayoría de los Looney Tunes del equipo, hasta que sólo quedan Jordan, Bugs, Lola y Lucas, sin un quinto jugador. En medio del juego, Bugs salva a Lola de ser aplastada por uno de los Monstars y ella lo besa llena de gratitud. Ante tal situación, Jordan decide sacar a regañadientes a Stan a la cancha, aunque enseguida se queda fuera de combate (debido a su reducida habilidad para el baloncesto), aunque para suerte del equipo, Stan consigue dejar para el Tune Squad una canasta de poder de 3 puntos, dejándolos a un punto de empatar a los Monstars o incluso remontarlos, lo que les da una sola oportunidad. Faltando 10 segundos para finalizar el partido, el árbitro del juego, Marvin el Marciano, les informa que si el Tune Squad no encuentran un quinto jugador sustituto automáticamente perderán el partido por default. En ese momento y para sorpresa de todos, Bill Murray se aparece misteriosamente en el estadio de los Tunes para completar el equipo, argumentando que el productor es amigo suyo y que gracias a él esta ahí. 
Bugs y Lucas le avisan a Jordan de que por estar en el mundo de los Looney Tunes, él también está afectado por sus leyes físicas de dicho mundo, así que en medio de una maniobra rápida, Jordan decide aprovechar esta ventaja para intentar encestar desde el medio campo saltando y a pesar de que los Monstars intentan detenerlo, pero aun con todo esto Jordan estira su brazo derecho hasta la canasta y anota en el último segundo, consiguiendo la victoria para el Tune Squad por un marcador final de 78-77. A pesar de haber soñado siempre con jugar en la NBA y de impresionar a Jordan con sus habilidades, Bill decide retirarse definitivamente del baloncesto por una dolencia relacionada en sus rodillas. 
Ante su derrota, los Monstars se sienten asustados y amenazados por Swackhammer, pero Jordan les aconseja que se rebelen contra su abusivo jefe, ya que ahora son más grandes y fuertes. Al darse cuenta de esto, los Monstars atan a Swackhammer a un cohete y lo lanzan hacia la Luna. Los Monstars cumplen su parte de la apuesta y devuelven las habilidades que robaron al balón de donde las habían tomado, convirtiéndose de nuevo en los pequeños Nerdlucks. Por sus parte estos últimos les mencionan a los Looney Tunes que no quieren regresar a Montaña Tontolandía (en particular por el trato que les propinaba su antiguo jefe) y piden quedarse en el mundo de los Looney Tunes, solicitándoselo a Bugs y este se los permite. Antes de irse, Jordan le dice a Bugs que no se meta en problemas y este asegura que no lo hará mientras besa de nuevo a Lola quien a su vez cambia la escena.
Tras el partido, Stan le informa a Jordan que faltan 5 minutos para su partido de béisbol y los Nerdlucks se ofrecen a llevar a Jordan y a Stan de vuelta a la Tierra en su nave, al estadio donde Jordan debe jugar con los Barons y ahí recibe la ovación y el afecto del público, a pesar de llegar tarde al evento, además del hecho que llegó en una nave espacial alienígena. Al día siguiente, Jordan y Stan se reúnen en privado con Barkley, Ewing, Bogues, Johnson y Bradley, para devolverles su talento contenido en el balón de los Nerdlucks y los jugadores recuperan al momento sus habilidades perdidas. Cuando le ofrecen a Jordan jugar con ellos, él se niega y ellos se preguntan si seguirá teniendo talento y habilidad para el baloncesto. Jordan dice que solo hay una forma de averiguarlo y decide regresar al baloncesto con los Chicago Bulls, al igual que en su regreso en la vida real (algo que en sí sucedió a la par). Dos años después en 1995, Larry y Bill ven el partido en primera fila, aunque Bill no está muy entusiasmado; cuando Larry le pregunta a Bill que le pasa él le explica que la posición de Michael era la suya, a lo que Larry le dice que acepte de una vez que el no tiene talento para jugar baloncesto; tras unos segundos, Bill le da la razón a Larry y da un grito de apoyo a los Chicago Bulls. La película termina con Jordan haciendo su primera anotación del partido. 
Tras los créditos finales, Bugs aparece en la escena de despedida comiendo una zanahoria y dice: "¡Eso es todo, amigos!". Entonces, Porky aparece reclamándole que esa es su línea, y la dice con su característico tartamudeo: "¡Eso es to... eso es to... eso es todo, amigos!", pero es interrumpido por Lucas, exclamando que una verdadera estrella debía hacerlo. Lucas empieza a decir la frase, pero es empujado por los Nerdlucks, quienes dicen: "¡Eso es todo amigos!" con los mismos movimientos de Porky. Jordan levanta la imagen, pregunta si ya puede irse a casa y vuelve a bajar la escena. La película termina con la frase "¡Eso es todo amigos!" escrita en cursiva y en inglés, como cualquier episodio clásico de los Looney Tunes.

## Reparto
- Michael Jordan - él mismo.
  - Brandon Hammond - joven Jordan.
- Wayne Knight - Stanley "Stan" Podolak.
- Theresa Randle - Juanita Jordan.
- Bill Murray él mismo.[3]
- Larry Bird él mismo.
- Charles Barkley él mismo.
- Patrick Ewing él mismo.
- Shawn Bradley él mismo.
- Larry Johnson él mismo.
- Muggsy Bogues él mismo.
- Thom Barry - James R. Jordan Sr..
- Penny Bae Bridges - Jasmine Jordan.

Además, Dan Castellaneta y Patricia Heaton aparecen como aficionados.

### Voces
- Billy West - Bugs Bunny, Elmer Gruñón
- Dee Bradley Baker - Pato Lucas, Taz, Toro
- Bob Bergen - Marvin el Marciano, Porky Pig, Piolín, Hubie y Bertie
- Bill Farmer - Gallo Claudio, Gato Silvestre, Yosemite Sam
- Maurice LaMarche - Pepe Le Pew
- June Foray - Abuelita
- Kath Soucie - Lola Bunny
- Danny DeVito - Sr. Swackhammer

## Doblaje
| Personaje             | Actor original            | Actor de doblaje    | Actor de doblaje        |
| --------------------- | ------------------------- | ------------------- | ----------------------- |
| Michael Jordan        | Michael Jordan            | Alfonso Vallés      | Blas García             |
| Stan Podolak          | Wayne Knight              | Rafael Calvo        | Jesse Conde             |
| Juanita Jordan        | Theresa Randle            | Concha Valero       | Gisela Casillas         |
| Jeffrey Jordan        | Manner "Mooky" Washington | Guillermo Abril     | Enzo Fortuny            |
| Marcus Jordan         | Eric Gordon               | Masumi Mutsuda      | Alan Fernando Velázquez |
| Jasmine Jordan        | Penny Bae Bridges         | Estela Vilches      | Alondra Hidalgo         |
| Michael Jordan (niño) | Brandon Hammond           | David Jenner        | Enzo Fortuny            |
| James R. Jordan Sr.   | Thom Barry                | Miguel Ángel Jenner | Arturo Mercado          |
| Larry Bird            | Larry Bird                | Salvador Vives      | Roberto Molina          |
| Bill Murray           | Bill Murray               | Manolo García       | Salvador Delgado        |
| Larry Johnson         | Larry Johnson             | Jordi Boixaderas    | Juan Alfonso Carralero  |
| Patrick Ewing         | Patrick Ewing             | Juan Carlos Gustems | Bardo Miranda           |
| Shawn Bradley         | Shawn Bradley             | José Posada         | Jorge Ornelas           |
| Charles Barkley       | Charles Barkley           | Javier Viñas        | Gerardo Reyero          |
| Muggsy Bogues         | Muggsy Bogues             | Luis Fenton         | Carlos del Campo        |
| Psiquiatra            | Albert Hague              | Félix Benito        | Álvaro Tarcicio         |
| Adivina               | Linda Lutz                | ¿?                  | Nancy MacKenzie         |
| Doctor                | Michael Alaimo            | ¿?                  | Ernesto Lezama          |
| Del Harris            | Del Harris                | ¿?                  | Mario Sauret            |
| Espectador            | Dan Castellaneta          | Juan Fernández      | ¿?                      |
| Espectadora           | Patricia Heaton           | Geni Rey            | Rebeca Manríquez        |
| Presidente de la NBA  | James O'Donnell           | ¿?                  | Alejandro Illescas      |

| Personaje          | Actor de voz original | Actor de doblaje       | Actor de doblaje                      |
| ------------------ | --------------------- | ---------------------- | ------------------------------------- |
| Bugs Bunny         | Billy West            | Pep Anton Muñoz        | Alfonso Obregón Inclán                |
| Elmer Gruñón       | Billy West            | Alberto Mieza          | Herman López                          |
| Pato Lucas         | Dee Bradley Baker     | Juan Antonio Bernal    | José Francisco Colmenero y Villanueva |
| Taz                | Dee Bradley Baker     | Paco Gázquez           | César Terrenova                       |
| Lola Bunny         | Kath Soucie           | Marta Tamarit          | María Fernanda Morales                |
| Marvin el Marciano | Bob Bergen            | Marc Zanni             | Martín Soto                           |
| Puerco Porky       | Bob Bergen            | Alberto Mieza          | Ernesto Lezama                        |
| Piolín             | Bob Bergen            | Ana Pallejà            | Marina Huerta                         |
| Herbie             | Bob Bergen            | Jordi Hurtado          | Raúl de la Fuente                     |
| Gallo Claudio      | Bill Farmer           | Jordi Royo             | Alejandro Villeli                     |
| Silvestre          | Bill Farmer           | Jordi Royo             | Ricardo Hill                          |
| Sam Bigotes        | Bill Farmer           | Joan Crosas            | César Soto                            |
| Pepe Le Pew        | Maurice LaMarche      | Miguel Ángel Jenner    | Salvador Nájar                        |
| Abuelita           | June Foray            | Alicia Laorden         | Sylvia Garcel                         |
| Perro George       | Frank Welker          | Félix Benito           | Arturo Mercado Chacón                 |
| Sniffles           | Colleen Wainwright    | ¿?                     | Claudia Motta                         |
| Sr. Swackhammer    | Danny DeVito          | Francisco Garriga      | Carlos Magaña                         |
| Nerdluck Pound     | Jocelyn Blue          | Aurora García          | Sylvia Garcel                         |
| Monstar Pound      | Darnell Suttles       | Joan Crosas            | César Soto                            |
| Nerdluck Bang      | June Melby            | Vicky Martínez         | María Fernanda Morales                |
| Monstar Bang       | Joey Carmen           | Enrique Serra Ferdiani | Alejandro Villeli                     |
| Nerdluck Nawt      | Colleen Wainwright    | Aurora Ferrándiz       | Diana Santos                          |
| Monstar Nawt       | T.K. Carter           | Alberto Mieza          | Eduardo Garza                         |
| Monstar Blanko     | Steve Kehela          | Alberto Mieza          | Jorge Roig Jr.                        |
| Nerdluck Blanko    | Charity James         | Susana Macías          | Dulce Guerrero                        |
| Nerdluck Bupkus    | Catherine Reitman     | Roser Batalla          | Raúl Aldana                           |
| Monstar Bupkus     | Dorian Harewood       | Óscar Barberán         | Mario Castañeda                       |

## Fechas de estreno mundial
| País                                                                          | Fecha de estreno                  |
| ----------------------------------------------------------------------------- | --------------------------------- |
| Alemania                                                                      | Jueves 6 de febrero de 1997       |
| Argentina                                                                     | Miércoles 25 de diciembre de 1996 |
| Australia                                                                     | Jueves 12 de diciembre de 1996    |
| Austria                                                                       | Viernes 7 de febrero de 1997      |
| Bélgica                                                                       | Miércoles 12 de febrero de 1997   |
| Belice · Costa Rica · El Salvador · Guatemala · Honduras · Nicaragua · Panamá | Miércoles 25 de diciembre de 1996 |
| Bolivia                                                                       | Miércoles 25 de diciembre de 1996 |
| Brasil                                                                        | Miércoles 25 de diciembre de 1996 |
| Bulgaria                                                                      | Viernes 21 de febrero de 1997     |
| Chile                                                                         | Miércoles 25 de diciembre de 1996 |
| Colombia                                                                      | Miércoles 25 de diciembre de 1996 |
| Corea del Sur                                                                 | Sábado 21 de diciembre de 1996    |
| Croacia                                                                       | Jueves 13 de febrero de 1997      |
| Dinamarca                                                                     | Viernes 7 de febrero de 1997      |
| Ecuador                                                                       | Miércoles 25 de diciembre de 1996 |
| Egipto                                                                        | Lunes 21 de abril de 1997         |
| Eslovenia                                                                     | Jueves 20 de febrero de 1997      |
| España                                                                        | Viernes 7 de febrero de 1997      |
| Estados Unidos · Canadá                                                       | Viernes 15 de noviembre de 1996   |
| Estonia                                                                       | Viernes 18 de abril de 1997       |
| Filipinas                                                                     | Sábado 4 de enero de 1997         |
| Finlandia                                                                     | Viernes 14 de febrero de 1997     |
| Francia                                                                       | Miércoles 5 de febrero de 1997    |

| País                         | Fecha de estreno                  |
| ---------------------------- | --------------------------------- |
| Grecia                       | Viernes 21 de febrero de 1997     |
| Hong Kong                    | Jueves 5 de diciembre de 1996     |
| Hungría                      | Jueves 6 de febrero de 1997       |
| India                        | Viernes 27 de junio de 1997       |
| Indonesia                    | Martes 17 de diciembre de 1996    |
| Islandia                     | Viernes 21 de febrero de 1997     |
| Israel                       | Viernes 4 de abril de 1997        |
| Italia                       | Viernes 21 de febrero de 1997     |
| Japón                        | Sábado 26 de abril de 1997        |
| Malasia                      | Jueves 12 de diciembre de 1996    |
| México                       | Miércoles 25 de diciembre de 1996 |
| Noruega                      | Viernes 21 de febrero de 1997     |
| Nueva Zelanda                | Jueves 19 de diciembre de 1996    |
| Países Bajos                 | Jueves 13 de febrero de 1997      |
| Perú                         | Viernes 10 de enero de 1997       |
| Polonia                      | Viernes 31 de enero de 1997       |
| Portugal                     | Viernes 7 de febrero de 1997      |
| Puerto Rico                  | Jueves 21 de noviembre de 1996    |
| Reino Unido Irlanda          | Viernes 21 de marzo de 1997       |
| República Checa · Eslovaquia | Jueves 13 de febrero de 1997      |
| República Dominicana         | Miércoles 1 de enero de 1997      |
| Rumania                      | Viernes 28 de febrero de 1997     |
| Singapur                     | Jueves 12 de diciembre de 1996    |
| Sudáfrica                    | Viernes 6 de diciembre de 1996    |
| Suecia                       | Viernes 21 de febrero de 1997     |
| Suiza                        | Miércoles 12 de febrero de 1997   |
| Tailandia                    | Viernes 27 de diciembre de 1996   |
| Taiwán                       | Sábado 21 de diciembre de 1996    |
| Turquía                      | Viernes 17 de enero de 1997       |
| Uruguay                      | Miércoles 25 de diciembre de 1996 |
| Venezuela                    | Miércoles 25 de diciembre de 1996 |

## Recepción
La película recibió críticas mixtas de parte de la crítica especializada pero más positivas de parte de la audiencia.
En el portal de internet Rotten Tomatoes, la película posee una aprobación de 43%, basada en 55 reseñas, con una puntuación de 5.1/10 por parte de la crítica y con un consenso que dice «Una inofensiva mezcla de basketball que puede entretener a los niños pero deja a los adultos menos que encantados», mientras que de parte de la audiencia tiene una aprobación de 63%.
Las audiencias de CinemaScore le han dado una puntuación de "A-" en una escala de A+ a F, mientras que en el sitio IMDb los usuarios le han dado una puntuación de 6.5/10, con base en más de 135 000 votos.

## Secuela
En febrero de 2014, Warner Bros. anuncia un potencial proyecto de secuela con LeBron James. Charlie Ebersol lo produciría con el guion de su hermano Willie. Pero los representantes de James niegan que el jugador vaya a estar involucrado.
En julio de 2015, James y su productora, SpringHill Entertainment, firman un contrato con Warner Bros. para televisión, cine y contenido digital tras las críticas positivas hacia James tras su actuación en Trainwreck. 
En mayo de 2016, Justin Lin dijo que estaban en negociaciones para dirigir la secuela; coescribiendo el guion con Andrew Dodge y Alfredo Botello. En agosto de 2016, la compañía "Sneaker Bar Detroit" dijo que el proyecto estaba en an marcha.
En noviembre de 2016, en una entrevista con Mr. Wavvy, el director de Space Jam Joe Pytka reveló que tras el éxito de la primera película, se lanzó una idea "muy extraña" para una secuela que habría protagonizado el golfista profesional Tiger Woods, con Jordan en un papel más secundario. Pytka explicó cómo la idea surgió de una conferencia de guion fuera del estudio, con personas que trabajaron en la película original. Aun así, nada de ello se llevó a cabo. El productor Ivan Reitman, en una entrevista similar con Mr. Wavvy, también en noviembre de 2016, también reveló una idea que tenía para una secuela, aunque su secuela habría sido protagonizada por Jordan.
En agosto de 2018, Justin Lin dejó el proyecto y comenzaron las negociaciones con Terence Nance para dirigir la película.
Finalmente, en septiembre de 2018, Ryan Coogler anunció que produciría la película y SpringHill Entertainment posteó una imagen para anunciar la película, cuyo set de producción comenzaría en verano de 2019 durante periodo vacacional de la NBA.
En febrero de 2019, se anunció la fecha definitiva para el estreno de esta secuela, que sería el 16 de julio de 2021.

## Otros datos
- Aunque los hijos reales de Michael Jordan no salen en la película, si se utilizaron sus nombres (Jeffrey, Marcus y Jasmine).
- Es la primera película de larga duración de los Looney Tunes.
- Cuando al gallo Claudio lo queman con fuego, dice la frase: "¿Ordeno receta secreta o Cruji Pollo?", siendo una referencia a KFC.
- Durante la película, Lucas propone que el equipo se llame Los Patos, a lo que Bugs Bunny responde "Ni si quiera Mickey Mouse llamaría a su equipo Los Patos". Sin embargo Disney sí que llamó así a su equipo, primero en la película de 1992 The Mighty Ducks y un año después con la franquicia profesional de la NHL con el mismo nombre Anaheim Ducks de la que Disney era propietaria